# Austropsocus chathamensis
Austropsocus chathamensis är en insektsart som beskrevs av Thornton, Wong och Courtenay N. Smithers 1977. Austropsocus chathamensis ingår i släktet Austropsocus och familjen Pseudocaeciliidae. Inga underarter finns listade i Catalogue of Life.